# Pitangueiras (São Paulo)
Pitangueiras is een gemeente in de Braziliaanse deelstaat São Paulo. De gemeente telt 35.441 inwoners (schatting 2009).

## Aangrenzende gemeenten
De gemeente grenst aan Bebedouro, Jaboticabal, Morro Agudo, Pontal, Sertãozinho, Taquaral en Viradouro.